# بخش رستاق
بخش رستاق یکی از بخش‌های شهرستان داراب در استان فارس ایران است.

## تقسیمات کشوری
- بخش رستاق
  - دهستان رستاق (داراب)
  - دهستان کوهستان (داراب)
- شهر: رستاق

## موقعیت جغرافیایی
بخش رستاق در منتهی‌الیه جنوب شرقی سلسله جبال زاگرس قرار دارد و در حوضه جنوب شرقی این رشته کوهها واقع شده  این بخش در فاصله ۳۴۰ کیلومتری جنوب شرقی شیراز قرار گرفته‌است . مرکز بخش در مسیر جاده اصلی شیراز ـ بندرعباس واقع شده و فاصله آن تا بندرعباس ۲۶۵ کیلومتر است .این بخش در ۶۵ کیلومتری جنوب شرقی داراب واقع شده‌است. ارتفاع این بخش  از سطح دریا حدود۱۱۰۰متر است و آب و هوای آن در ۳ فصل پاییز، بهار و زمستان بسیار مناسب و معتدل می‌باشد. در دهستان کوهستان که دارای ارتفاعی بین ۱۶۰۰ تا حدود ۲۵۰۰ متر از سطح دریا می‌باشد از نظر آب و هوایی دارای زمستانهای سرد و بهار و تابستان‌های با هوایی مطلوب است.
بخش رستاق از جهت تولید محصولات کشاورزی مانند: گندم، پنبه، میوه، ذرت و محصولات جالیزی، موقعیت ممتازی در کشور دارد و از شرایط مساعدی برای توسعه کشاورزی و صنعت برخوردار است.
این بخش از نظر وضع طبیعی و ویژگی‌های توپوگرافی (پستی و بلندی ) به دو بخش کاملاً مجزا تقسیم می‌شود :الف) بخش شمالی و جنوبی ب) بخش مرکزی که بخش شمالی و جنوبی آن کوهستانی بوده که کوه لب سیاه در جنوب و کوه رزک در شمال است که میزان بارش  باران و برف در کوه رزک قابل ملاحظه است و زمینه را برای رویش انواع گیاهان جنگلی و باغهای دیم از قبیل انگور، بادام، انار، گردو و گل محمدی و گیاهان بیشتری را فراهم کرده‌است.
ولی دشت مرکزی دشت هموار و وسیعی است که زمینهایی بسیار حاصلخیز دارد و چشمه‌های فراوان و پر آب در آن جاری است و همین زمین‌های حاصلخیز و چشمه‌های پرآب زمینه را برای رشد انواع گیاهان از کشاورزی گرفته تا درختان میوه فراهم کرده‌است در این بخش بارش باران حدوداً ۲۵۰ میلی‌متر است که این مقدار بارندگی برای کشاورزی دیم کافی نیست به همین خاطر کشاورزی مستلزم وجود آبیاری است
از طرفی دیگر این بخش در زمینه دستیابی به توسعه از  امکانات و قابلیتهای بالقوه‌ای برخوردار است زیرا تمامی امکانات بالقوه از لحاظ شرایط اقلیمی و تنوع آب و هوایی در منطقه وجود دارد که می‌تواند این بخش را برای رشد و توسعه‌ای سریع آماده نماید .در شرایط موجود باید اذعان نمود که بدون وجود یک کشاورزی مکانیزه که محور اصلی آن را مکانیزاسیون کشاورزی تشکیل دهد و وجود یک دامپروری صنعتی و استفاده از منابع محلی موجود هرگز قادر به  برطرف کردن کمبودها و نارساییها در منطقه نخواهیم بود بنابراین باید این واقعیت را پذیرفت که در وضع فعلی  از زمین‌های  کشاورزی حد اکثر استفاده به عمل نمی‌آید.
قصر آیینه یکی از نقاط دیدنی بخش رستاق است. این کاخ در ۳۴۰ کیلومتری جنوب شرقی شهر شیراز و در ۷۰ کیلومتری شهر داراب، در ۸ کیلومتری جنوب شرقی رستاق در مسیر جاده داراب - بندرعباس می‌باشد.
این قصر در دره ژرفی واقع شده و از سه سمت در محاصره کوه‌ها است.که ساختمان اصلی در دامنهٔ یکی از کوه‌ها در مجاورت دو رود خانه که در فصل بارندگی پر آبند ، قرار دارد. این کاخ ظاهراً محل اقامت دختری از شاهزادگان ساسانی بوده‌است.در نزدیکی این کاخ آثار دو آتشکده چهار طاقی متعلق به عصر ساسانی وبقایای آب انباروآسیابی دیده می‌شود. کمی دورتر از آن آثار دیوارها وخانه‌های سنگی پیداست. گفتنی است پیشینه این کاخ به قرن سوم میلادی نسبت داده می‌شود <۳>.
- - دهستان کوهستان

دهستان کوهستان به مرکزیت روستای تل بارگاه و در فاصله تقریباً ۵۰ کیلومتری شرق بخش رستاق قرار دارد.  برای دسترسی به این دهستان بایستی از طریق جاده آسفالته مشهور به گردنه گدار پنبه از ارتفاعات زاگرس عبور کرد. گردنه گدار پنبه، گردنه‌ای پرپیچ و خم اما با مناظر طبیعی زیباو هوایی بسیار مطبوع است وجود جنگل‌های نیمه انبوه بنه، بادام کوهی، کهکم و گل و گیاه‌های متنوع در فصل بهار به آن زیبایی خاصی می بخشد و در فصل تابستان نیز سرسبزی و طراوت خاصی دارد.از ارتفاعات گدار پنیه می‌توان مناطق فورگ، رستاق و امتداد جاده  رستاق به سمت داراب را تا قلعه بیابان نظاره گر بود. در دهستان کوهستان در داخل کوه و در داخل دره‌ها درختان دیم مانند انگور، انجیر ، بادام و گل محمدی و حتی گردو به وفور یافت می‌شود. این مناطق در تابستان دارای هوای بسیار مطلوب و دل انگیز است. هر کدام از محدوده‌های باغات دیم منحصر به محدوده‌هایی بوده‌است که اکنون نیز به همین نام شهرت دارند. این مناطق که که در اصطلاح قدیم معدن نامیده می شدند شامل چاهگونی، بکر (Beker)، رزک (Razak) سهلک (Sehlak)، تعویق، سر گدار می‌باشند. در مناطق دشتی دهستان کوهستان علاوه بر کشت محصولات جالیزی، پنبه،ذرت، گندم، باغات میوه مانند پسته، انار، انگور رونق دارد. هر کدام از معدن‌ها دارای پارچه آبادی‌های متعددی می‌باشند. شغل اصلی مردم منطقه کوهستان دامداری و کشاورزی است و دامداری در منطقه از رونق خوبی برخوردار است. اما دامداری و تعداد دامها در چند سال اخیر به دلیل خشکسالی و بارندگی کم رو به افول گذاشته است به‌طوری‌که عده زیادی دامهای خود را فروخته و به کارهای کارگری و ساختمانی پرداخته‌اند.

عکس از ارتفاعات گردنه گدار پنبه

لازم به ذکر است که کوهستان داراب دارای دوازده معدن شامل ۱- نی تلخ ۲- گیس ۳- چاهگونی ۴- رزک ۵-سهلک ۶- تعویق ۷-بکر ۸- لایگردو ۹- سرگدار ۱۰ - لایزنگان ۱۱-نوایگان ۱۲ -مروارید بوده‌است. که در حال حاضر نی تلخ و گیس در تقسیمات کشوری جزو استان هرمزگان و لایزنگان، نوایگان و مروارید جزو دهستان کوهستان محسوب نمی‌شوند.  دهستان کوهستان فعلاً دارای ۷ معدن ( منطقه) است.
- -     - منطقه چاهگونی

منطقه چاهگونی تقریباً وسیع‌ترین منطقه و دارای بیشترین آبادی‌ها و بیشترین میزان کشت و زراعت آبی و حتی دیم در دهستان کوهستان می‌باشد. این منطقه از سمت شرق و جنوب شرقی تا مرز استان هرمزگان وصل می‌شود. از سمت شرق و غرب توسط ارتفاعات زاگرس محدود شده‌است یعنی بین دو رشته کوه از زاگرس واقع شده‌است. در این منطقه چندین رشته قنات (کاریز) وجود دارد که دبی اکثر آن‌ها بیش از ۲۰ لیتر بر ثانیه می‌باشد.این منطقه از لحاظ کشاورزی به خصوص تولید گندم مقام اول را دربخش رستاق دارد.
- -     -       - آبادی‌های مشهور منطقه چاهگونی شامل:

۱- روستای چاهگونو ۲- روستای بوزار ۳- روستای چاه موری ۴- کاسه رود۵- کهنه سرخ ۶-دمکن ۷- کهنه بید ۸- بناب ۹- ملک آباد ۱۰- معین آباد ۱۱- موردستان ۱۲- امامزاده حسن ۱۳- چاه بادام ۱۴- چاه فورگی ۱۵- ملاحسنی ۱۶ باغ ملا ۱۷- بنه دری ۱۸- استخر ۱۹- جلال آباد ۲۰- حسین آباد ۲۱- تل بارگاه و دارای دو شهرک به نام  شهرک‌های نصر و ایثار در دشت سلطان آباد می‌باشند.
- -     -       - قنات‌های منطقه چاهگونی:

۱- قنات دمکن ۲-قنات کهنه بید ۳-قنات موردستان ۴- قنات قلعه غیبی ۵- قنات ملاحسنی ۶- قنات بوزار ۷- قنات کهنه سرخ ۸- قنات قنات باغ ملا ۹- قنات معین آباد ۱۰ - قنات تل بارگاه ( منصوری) ۱۱ قنات ملک آباد ۱۲- قنات چاه فورگی
- -     -       - زیارتگاه‌های منطقه چاهگونی:
- ۱- امام زاده حسن
- ۲- شاهزاده محمد
  -     -       - مناطق دیدنی منطقه چاهگونی:
- ۱- کاسه رود و آبشارهای زیبای سرچشمه که دارای مناظر طبیعی بسیار زیبا و دیدنی است و چشم هربیننده‌ای را به خود خیره می‌سازد. برای دسترسی به این منطقه زیبا بایستی از طریق مسیر رستاق - بناب- جاده امامزاده حسن ( جاده چاهگونی) در مجاور روستای بوزار از طریق یک جاده خاکی غیر مناسب با ماشین‌های شاسی بلند یا موتور سیکلت به سمت غرب حرکت کرد و این امکان وجود دارد که  با ماشین تا بالای روستای کاسه رود رفت و از آنجا به بعد حدود ۳ کیلومتر به پیاده روی نیاز است. در حقیقت کاسه رود و رود سرحشمه دو سر شاخه رود خانه منتهی به پل هوایی در جاده داراب بندرعباس و بعد از روستای رستاق می‌باشد. که سرشاخه چپ آن رود کاسه رود و سرشاخه راست آن سر چشمه را تشکیل می دهندو این دو بعد از بهم پیوستن از زیر پل هوایی عبور می‌کنند و منطقه فورگ را سیراب می سازند. البته از طریق پل هوایی نیز امکان رسیدن به منطق وجود دارد ولی مسافت زیادی را باید پیاده‌روی کرد و مسیر آن صعب العبور است.
- ۲- باغات دیم: برای رسیدن به باغات دیم منطقه بعد از ورود به منطقه کوهستان از طریق جاده امامزاده حسن (چاهگونی) مسیر را تا روستای چاهگونی ادامه داده و بعد از آن از طریق جاده‌های خاکی نه چندان مناسب می‌توان به این مناظر زیبا  که نمونه‌ای از  همت و تلاش گذشتگان این مرز و بوم است دست یافت. تولیدات انگور، انجیر و بادام این مناطق سالانه به استانهای فارس، هرمزگان و حتی کرمان برده می‌شود. انگور منطقه از کیفیت خوبی برخوردار است و از لحاظ سلامت و عدم مصرف کودهای شیمیایی و سموم نباتی از اهمیت ویژه‌ای برخودار است.
  -     -       - معادن منطقه چاهگونی:

معدن لانه زاغی: این معدن  احتمالاً از نوع معادن سولفوری و حاوی سنگ مس ( سولفورهای مس) و سنگ آهن است و در حال حاضر توسط یک شرکت خصوصی به ثبت رسیده و مراحل اکتشافی و حفاری آن آغاز گردیده است. لازم به توضیح است که این معدن در زمان‌های قدیم برداشت می شده و کوره‌های ذوب و تونل‌های حفر شده و مواد باقی‌مانده یا تفاله مواد مذاب موجود در منطقه گویا قدمت این معدن می‌باشد. ولی تاریخ دقیقی از زمان برداشت آن در دست نیست.محدوده معدن در گویش محلی کت زاغی  KoteZaghi نامیده می‌شود.این معدن در محل کوهی موسوم به کوه جوش در غرب روستای باغ ملا Baghe Molla واقع شده‌است.
- -     - راههای ارتباطی:

متأسفانه تمام راه‌های روستایی در منطقه چاهگونی و حتی کل دهستان کوهستان از نوع خاکی  و بسیار نامناسب است

## وجه تمسیه
رستاق معرب روستاک و روستاگ پارسی میانه به معنی روستا و دهستان می‌باشد.

## نگاره‌ها
آبشارهای سرچشمه چاهگونی

لازم به ذکر است که راه اصلی از رستاق به منطقه کوهستان آسفالت می‌باشد

## جمعیت
بنابر سرشماری مرکز آمار ایران، جمعیت بخش رستاق شهرستان داراب در سال ۱۳۸۵ برابر با ۱۴٬۳۹۱ تن(۴۱۸۸ خانوار) بوده‌ است.